# Philine
Philine ist ein weiblicher Vorname.

## Herkunft und Bedeutung
Philine ist griechischer Herkunft und leitet sich ab vom griechischen philein, philéo mit der deutschen Bedeutung „die Freundliche, die Liebenswerte“. Eine prominente Namensträgerin ist eine Figur in Goethes Roman Wilhelm Meisters Lehrjahre.

## Namensträgerinnen
- Philine von Bargen (* 1991), deutsche Fußballspielerin
- Philine Fischer (geborene Franke; eigentlich Sannemüller; 1919–2001), deutsche Opern- und Konzertsängerin (Sopran)
- Philine Leudesdorff-Tormin (1892–1924), deutsche Schauspielerin
- Philine Peters-Arnolds (* 1954), deutsche Schauspielerin und Synchronsprecherin
- Philine Schmölzer (* 1998), österreichische Schauspielerin
- Philine von Sell (* 1963), deutsche Filmregisseurin, Fotografin, Drehbuchautorin und Filmproduzentin
- Philine Velhagen (* 1972), deutsche Theaterregisseurin